# Lista de ex-empregados da Impact Wrestling (N–R)
A Total Nonstop Action Wrestling (TNA) é uma promoção de wrestling profissional localizada em Nashville, Tennessee. Ex-empregados da TNA incluem lutadores, managers, comentaristas, locutores, repórteres, árbitros, treinadores, roteiristas, executivos e diretores.
Os empregados recebem contratos de desenvolvimentos a décadas. Eles aparecem em programas de televisão da TNA, pay-per-views e eventos ao vivo. Outros também lutaram no antigo território de desenvolvimento da empresa, a Ohio Valley Wrestling (OVW). Aqueles que realizaram aparições sem contratos e aqueles que foram demitidos mas estão empregados hoje não foram incluídos.

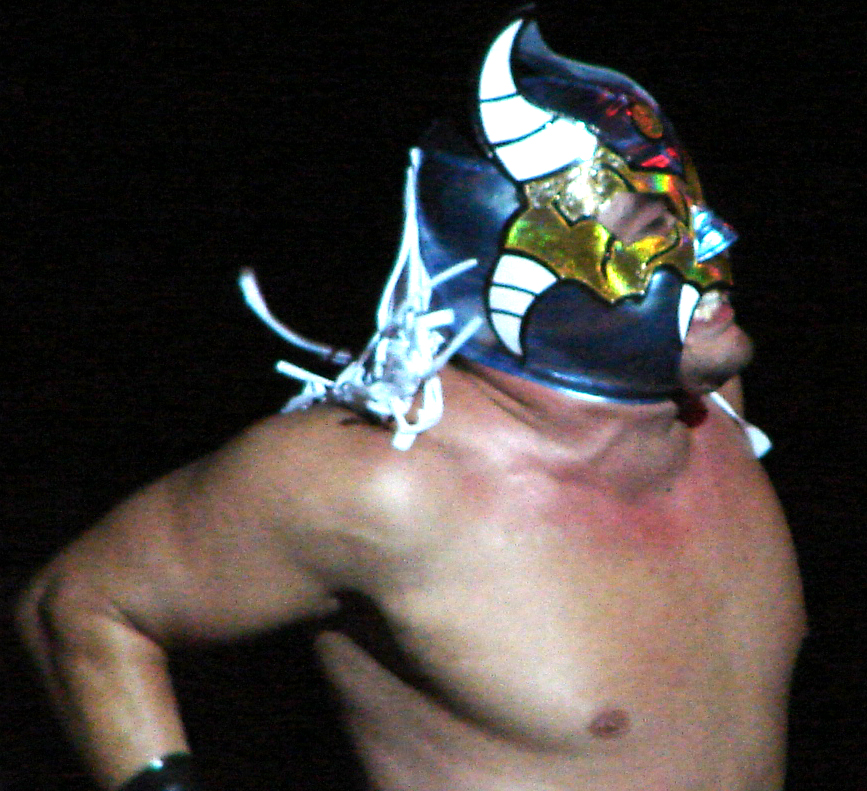
Averno

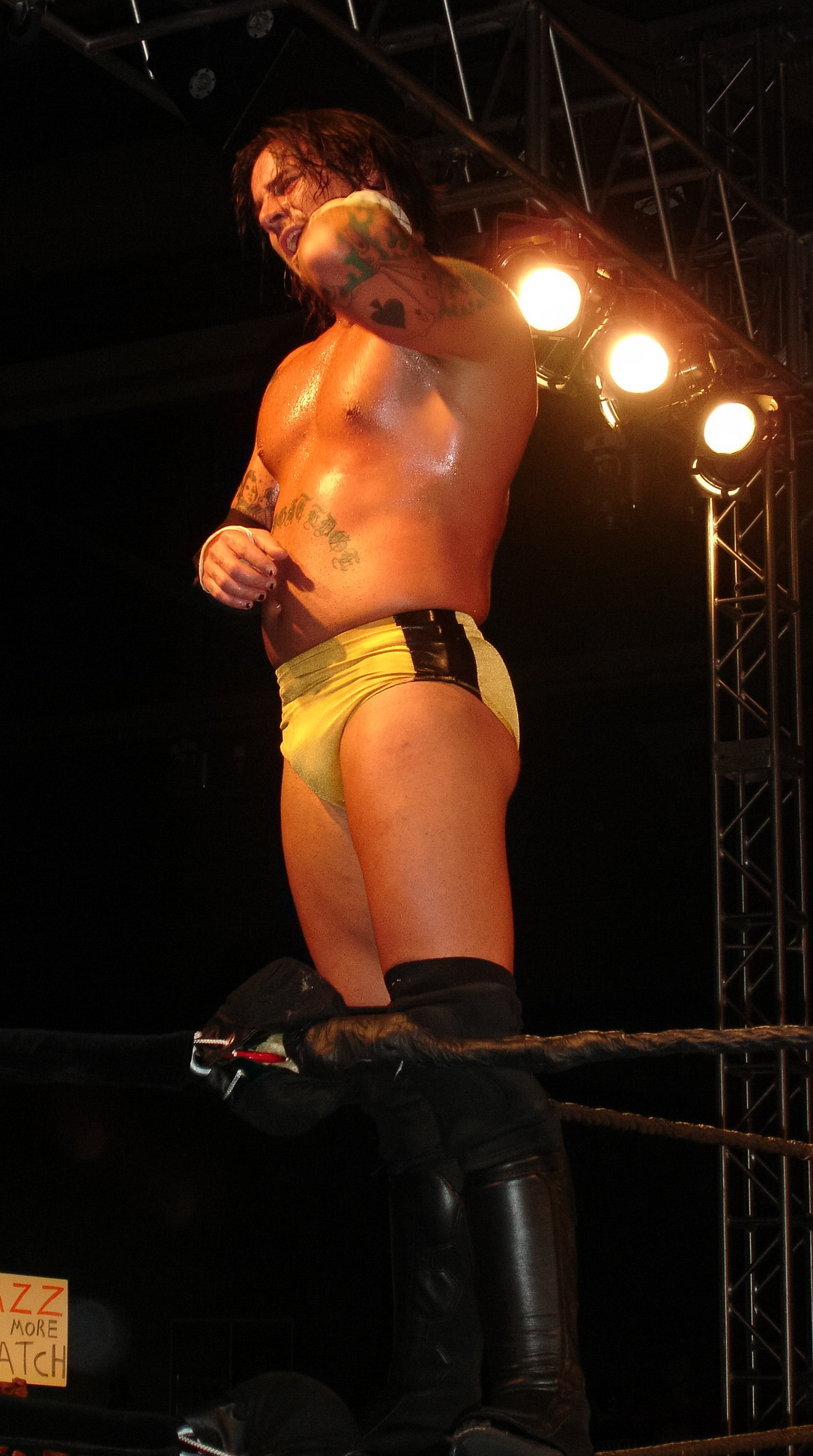
CM Punk

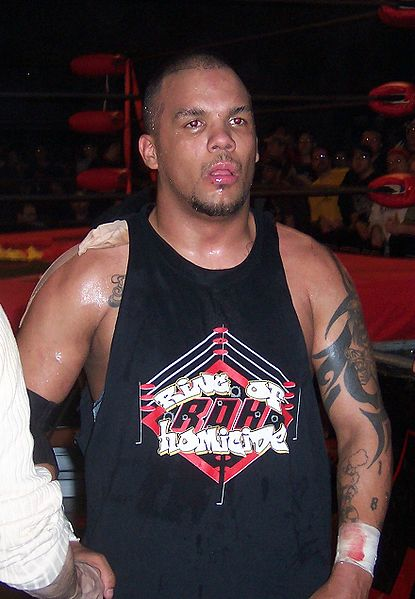
Homicide

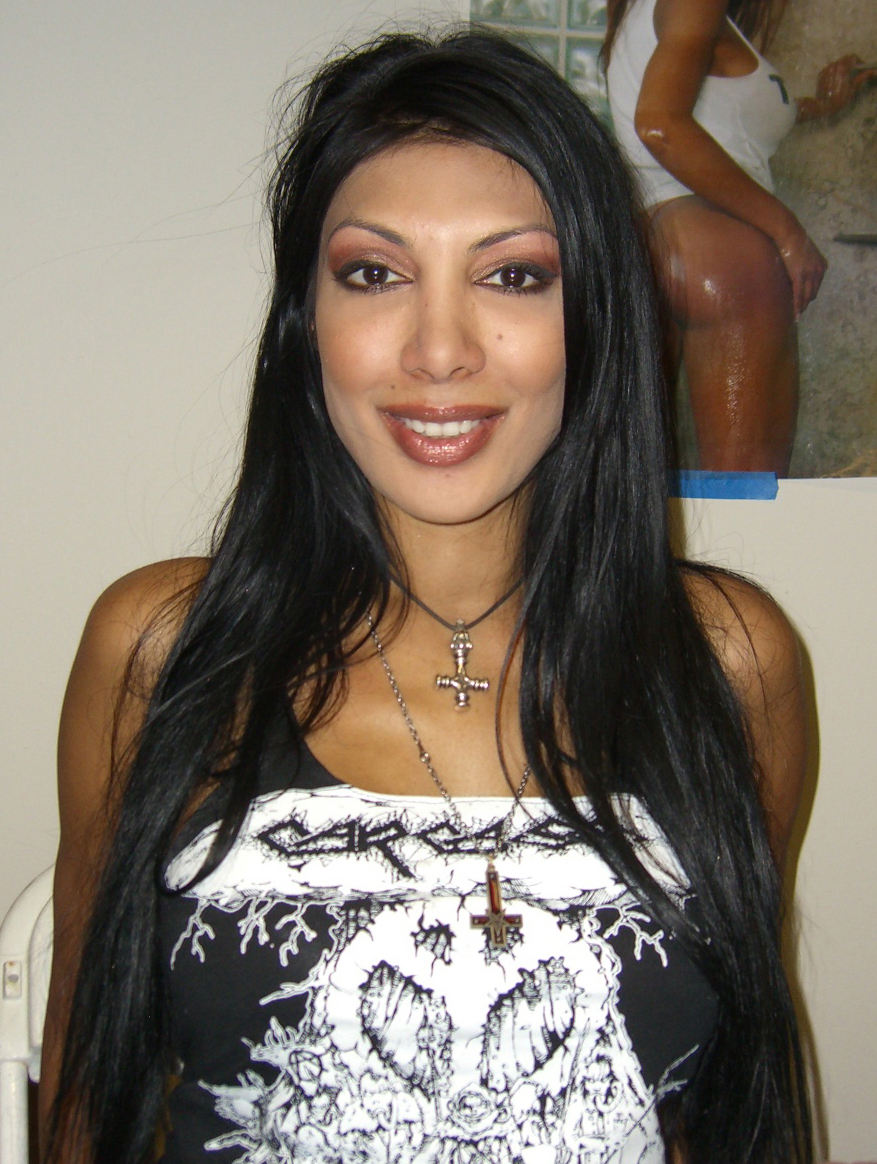
Jasmin St. Claire

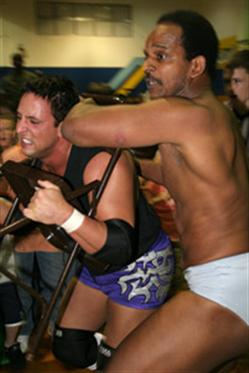
(Direita) Norman Smiley

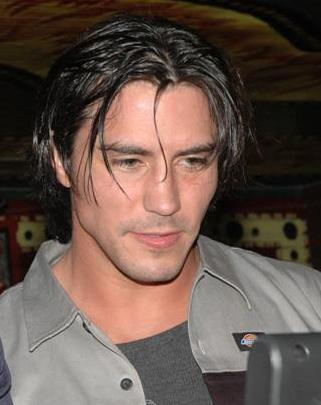
Paul London

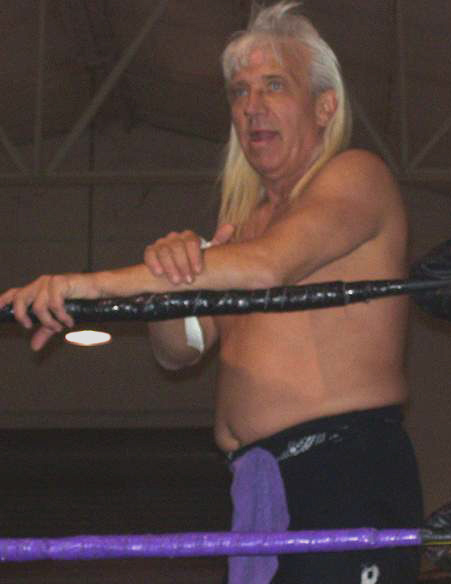
Ricky Morton

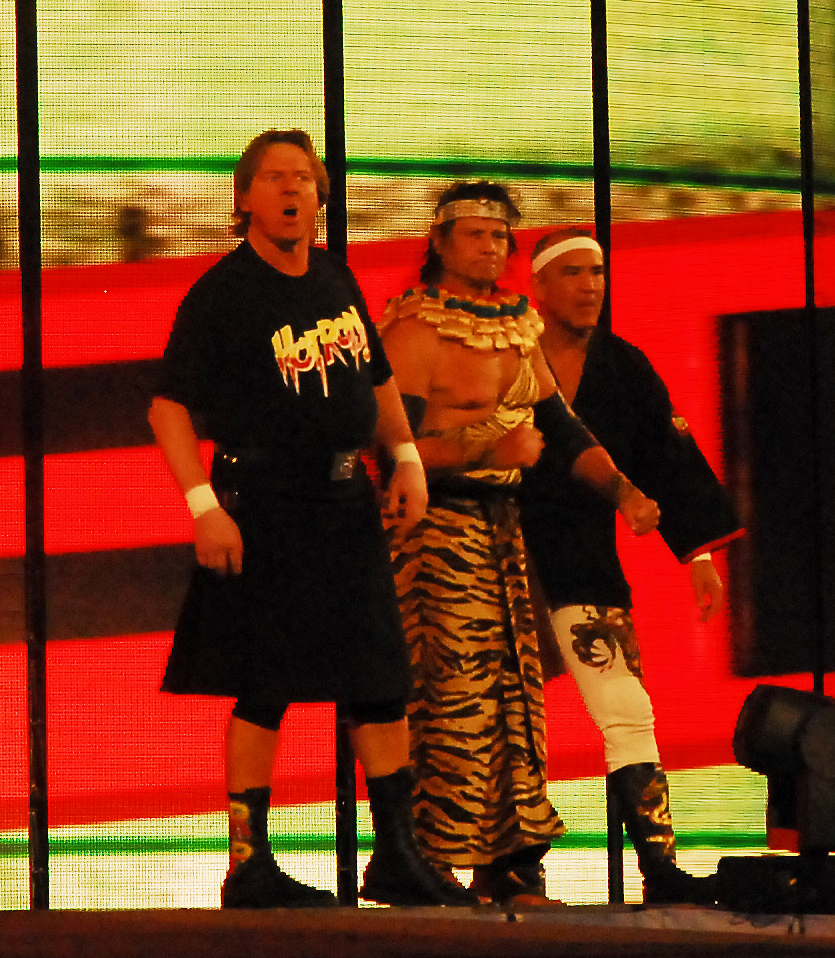
Roddy Piper, Jimmy Snuka e Ricky Steamboat

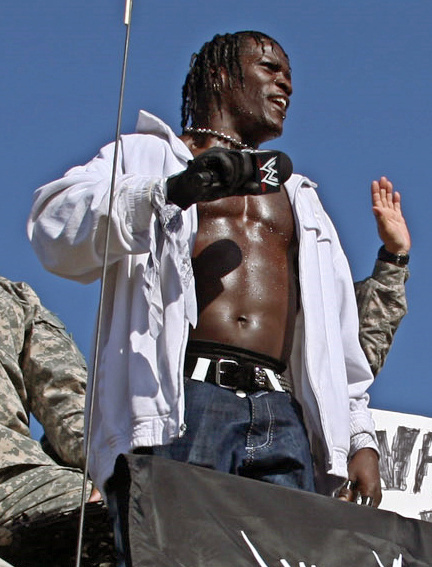
Ron Killings

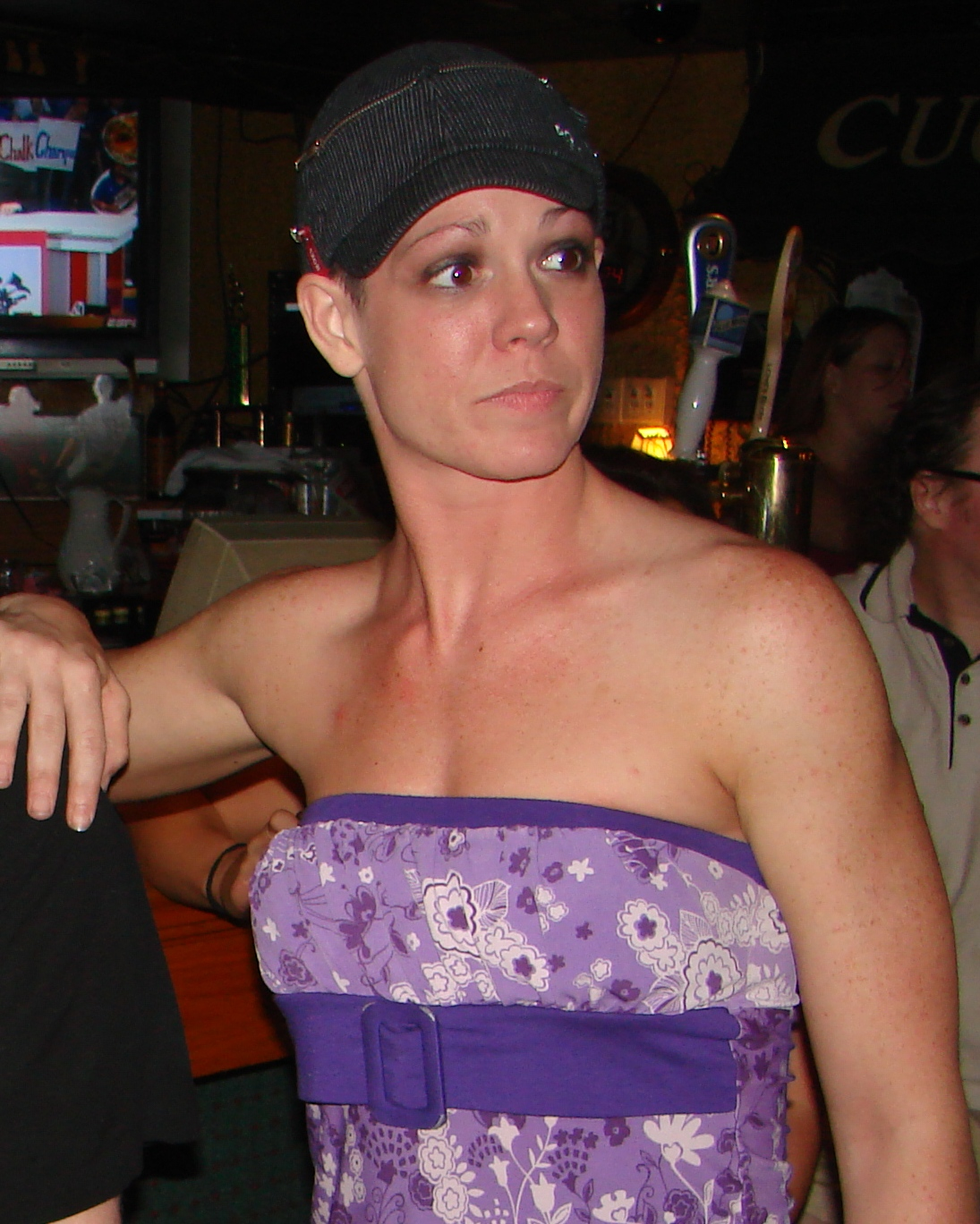
Roxxi

| Nome:                      | Nome no ringue(s):                | Passagem(ens):           | Notas:            |
| -------------------------- | --------------------------------- | ------------------------ | ----------------- |
| Desconhecido               | Neico                             | 2010                     |                   |
| Desconhecido               | Niya                              | 2011                     |                   |
| Desconhecido               | Orchardo                          | 2004                     |                   |
| Desconhecido               | Papadon                           | 2003                     | [ 3 ]             |
| Desconhecido               | Paulina                           | 2002                     |                   |
| Desconhecido               | Paul Vault                        | 2003                     |                   |
| Desconhecido               | Popeye                            | 2004                     |                   |
| Desconhecido               | Preston Quinn                     | 2003                     | [ 3 ]             |
| Desconhecido               | Q2                                | 2009                     |                   |
| Desconhecido               | Quiet Storm                       | 2002                     |                   |
| Desconhecido               | Quiten Lee                        | 2003                     | [ 3 ]             |
| Desconhecido               | Rank                              | 2003                     |                   |
| Desconhecido               | Ricky Vandal                      | 2003                     | [ 3 ]             |
| Desconhecido               | Rip Stone                         | 2003                     | [ 3 ]             |
| Desconhecido               | Robbie Dynamite                   | 2004                     |                   |
| Desconhecido               | Robert Adams                      | 2006                     |                   |
| Desconhecido               | The Rocker                        | 2003                     | [ 3 ]             |
| Desconhecido               | Rocky Reynolds                    | 2003                     | [ 3 ]             |
| Desconhecido               | Rocky Santiago                    | 2010                     |                   |
| Desconhecido               | Rod Steele                        | 2004 2006                | [ 3 ]             |
| Desconhecido               | Rory Fox                          | 2003                     | [ 3 ]             |
| Desconhecido               | Russ Rollins                      | 2004                     |                   |
| Desconhecido               | Rusty Riddle                      | 2002                     |                   |
| Desconhecido               | Ryan Boz                          | 2004                     | [ 3 ]             |
| Desconhecido               | Ryan Drago                        | 2006                     |                   |
| Naruki Doi                 | Naruki Doi                        | 2008                     |                   |
| Nate Mattson               | N-8 Mattson                       | 2003 2004                | [ 3 ]             |
| Nathan Webb                | Nate Webb Nate Spyder Webb Spyder | 2003–2004                | [ 3 ]             |
| Nelson Erazo               | Homicide                          | 2005-2010                | [ 4 ] [ 5 ] [ 6 ] |
| Nelson Frazier, Jr.        | Nelson Knight                     | 2003                     | [ 7 ]             |
| Nick Cvjetkovich           | Sinn                              | 2003–2004 2005 2010      | [ 8 ]             |
| Nick Massie                | Nick Jackson Jeremy Jeremy Buck   | 2009-2011                |                   |
| Nicole Raczynski           | Roxxi Laveaux Roxxi               | 2007–2009 2010 2011      | [ 9 ]             |
| Nidia Guenard              | Nidia                             | 2005                     |                   |
| Nigel Sherrod              | Elvis                             | 2008                     | [ 10 ]            |
| Nikita Koloff              | Mr. Wrestling IV Nikita Koloff    | 2002-2003                | [ 11 ]            |
| Nobukazu Hirai             | Nobukazu Hirai                    | 2004                     |                   |
| Norman Smiley              | Norman Smiley                     | 2002-2003 2006–2007      | [ 3 ] [ 12 ]      |
| Oleg Prudius               | Oleg Prudius                      | 2005                     |                   |
| Oren Hawxhurst             | Altar Boy Luke                    | 2003                     | [ 13 ]            |
| Orlando Jordan             | Orlando Jordan                    | 2010-2011                |                   |
| Özgür Bakar                | Murat Bosporus                    | 2009 2011                |                   |
| Page Falkinburg            | Diamond Dallas Page               | 2004–2005                | [ 14 ]            |
| Patricia Karisma-Schroeder | Leilani Kai                       | 2003                     | [ 15 ]            |
| Patrick Martin             | Alex Shelley                      | 2004-2012                |                   |
| Paul Fuchs                 | Paul E. Normous                   | 2004                     | [ 3 ]             |
| Paul London                | Paul London                       | 2003                     | [ 16 ]            |
| Paul Taylor III            | Terry Taylor                      | 2003-2011                |                   |
| Peter Hernandez            | Norv Fernum                       | 2013–2014                | [ 17 ]            |
| Peter Clark                | Bobby Jo Marshall                 | 2006                     |                   |
| Peter Polaco               | Justin Credible P.J. Polaco       | 2003 2005 2010           | [ 18 ]            |
| Perry Satullo              | Perry Saturn                      | 2003                     | [ 19 ]            |
| Phillip Brooks             | CM Punk                           | 2003–2004                | [ 20 ]            |
| Rachel Donaldson           | MsChif                            | 2003                     | [ 3 ] [ 21 ]      |
| Rami Sebei                 | El Generico                       | 2011                     | [ 22 ]            |
| Randall Poffo†             | Randy Savage                      | 2004–2005                | [ 23 ]            |
| Ray Lloyd                  | Glacier                           | 2005                     | [ 3 ]             |
| Raymond Heenan             | Bobby Heenan                      | 2005 2006 2010           | [ 24 ]            |
| Raymond Rawls              | Rick Michaels                     | 2002                     |                   |
| Raymundo Rodriguez         | Piratita Morgan                   | 2004                     |                   |
| Rebecca Briggs             | Fluff Dupp Seven Briggs           | 2002                     | [ 25 ]            |
| Rebecca Treston            | Becky Bayless Cookie              | 2008 2010-2011           |                   |
| Renato Ruíz                | Averno                            | 2008                     |                   |
| Retesh Bhalla              | Sonjay Dutt                       | 2003–2009 2012           | [ 26 ]            |
| Reuben Cain                | Robert Gibson                     | 2002–2003                |                   |
| Reyes Nunez                | Ricky Reyes                       | 2011                     |                   |
| Richard Blood, Sr.         | Ricky Steamboat                   | 2002                     | [ 25 ]            |
| Richard Fliehr             | Ric Flair                         | 2010-2012                |                   |
| Richard Morton             | Ricky Morton                      | 2002–2003                |                   |
| Rick Santel                | Rick Santel                       | 2002–2004                |                   |
| Rhea Calaveras             | Jasmine St. Claire                | 2002                     | [ 27 ]            |
| Rob Etchaverria            | Rob Fuego El Fuego                | 2002 2004                |                   |
| Robert Alex Szatkowski     | Rob Van Dam                       | 2010–2013                |                   |
| Robert Eaton               | Bobby Eaton                       | 2003                     |                   |
| Robert Rechsteiner         | Rick Steiner                      | 2002-2003 2006 2007-2008 | [ 28 ]            |
| Robert Fish                | Bobby Fish                        | 2010                     | [ 29 ]            |
| Robert Welch               | Colonel Robert Parker             | 2006                     |                   |
| Rodney Kellman             | Dru Onyx                          | 2006                     | [ 3 ]             |
| Roderick Toombs            | Roddy Piper                       | 2003-2004 2005           | [ 30 ]            |
| Romeo Roselli              | Romeo Roselli                     | 2007                     | [ 31 ]            |
| Ron Harris                 | Ron Harris                        | 2002–2003 2004-2005      |                   |
| Ron Killings               | K-Krush Ron Killings              | 2002–2007                | [ 32 ]            |
| Ronald Knight              | Jason Knight                      | 2003                     | [ 3 ]             |
| Ronald Niemi               | Ron Niemi                         | 2002–2003 2007           |                   |
| Ronnie Arniell             | Shawn Spears                      | 2009 2012                |                   |
| Rudy Hill                  | Rude Boy                          | 2004                     |                   |
| Russell Payne, Jr.         | B.J. Payne                        | 2003                     | [ 3 ]             |
| Ryan Katz                  | Ryan Katz                         | 2002                     |                   |
| Ryan Parmeter              | Ryan O'Reilly                     | 2004                     | [ 3 ]             |
| Ryan Wilson                | Trytan Ryan Wilson Titus          | 2003–2005                | [ 33 ]            |

† Indica que o empregado é falecido.